# 黄杉属
黄杉属（学名：Pseudotsuga）是松柏目松科的一属，为常绿针叶树，是松科中的异类，共有5种，两种原产于北美洲，一种原产于墨西哥，其余两种原产于东亚。19世纪时分类有时将其列入松属，有时列入杉属，1867年植物学家埃利-阿贝尔·卡里埃根据其特有的与众不同的球果，单独分出一个属。 其英语名称来源于1827年首先在欧洲引进培育北美黄杉的苏格兰植物学家大卫·道格拉斯。

## 分类
黄杉属植物比较稀少，常和其他针叶林混生，所有物种都是受保护物种：
北美洲
- 北美黄杉 Pseudotsuga menziesii[3][4]
  - 海滨黄杉 Pseudotsuga menziesii var. menziesii
  - 落矶山黄杉 Pseudotsuga menziesii var. glauca
  - 灰黄杉 Pseudotsuga menziesii var. caesia
- 墨西哥黄杉 Pseudotsuga lindleyana
- 大果黄杉 Pseudotsuga macrocarpa

亚洲
- 日本黄杉 Pseudotsuga japonica
- 黄杉 Pseudotsuga sinensis
  - 华东黄杉 Pseudotsuga sinensis var. gaussenii
  - 短叶黄杉 Pseudotsuga sinensis var. brevifolia
  - 澜沧黄杉 Pseudotsuga sinensis var. forrestii
  - 台湾黄杉 Pseudotsuga sinensis var. wilsoniana

## 利用
黄杉木是可以应用到建筑方面的木材，幼树在北美洲常用做圣诞树。
- 海滨黄杉球果